# Josef Max

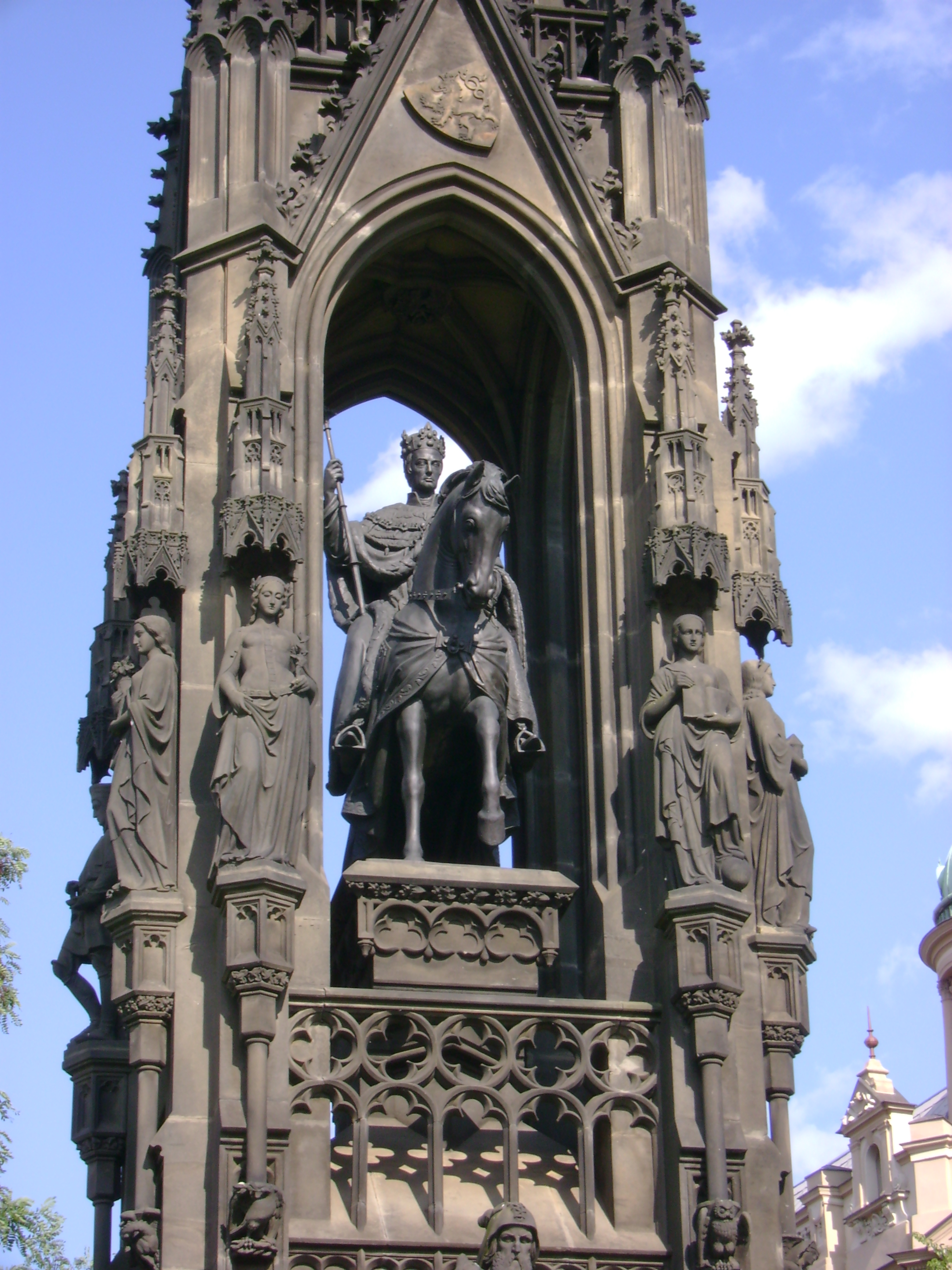
Sochařská výzdoba Františkova pomníku

Josef Max (pokřtěn Joseph Calizantius Max, 16. ledna 1804 Janov u Sloupu v Čechách – 18. června 1855 Praha) byl českoněmecký sochař, starší bratr sochaře Emanuela a otec malíře Gabriela.

## Život
Pocházel z rodiny sochaře a řezbáře Josefa Františka Maxe, narodil se jako pátý syn. Pod otcovým vedením se učil řemeslu do roku 1822, kdy pod vlivem dopisů bývalého otcova žáka Antonína Melzera odešel do Prahy. Od roku 1822 pracoval v řezbářské dílně Václava Schuhmanna. Od školního roku 1823–1824 studoval na pražské akademii u Josefa Berglera. Nadále se živil jako řezbář u Schuhmanna. Josef Max již od roku 1826 vystavoval svá díla, jsou doložena v dobovém tisku, ale žádné z té doby nebylo dosud identifikováno. Roku 1828 byl oceněn cenou Akademie za hliněnou kopii sochy Germanika. Po ukončení studia chtěl vstoupit do sochařské dílny Václava Prachnera, ale byl odmítnut.
V roce 1830 si v Praze otevřel dílnu. První významné zakázky v podobě náhrobků získal díky svému příteli a krajanovi, Josefu Führichovi, v jeho rodné Chrastavě. Dalším významným objednavatelem byl kníže Rudolf Kinský a jeho žena Vilhelmína Kinská, rozená Colloredo-Mansfeldová. Ve 40. a první polovině 50. let tvořil Josef Max spolu se svým bratrem Emanuelem nejvýznamnější dvojici kamenesochařů-figuralistů a vznikaly jejich nejvýznamnější pomníky.
V jedenapadesáti letech se nakazil cholerou a zemřel.
Je pohřben v Praze na Olšanech, v X. oddělení v hrobě č. 177.

### Rodinný život
Dne dcerou 10. září 1834 se oženil s Annou Marií Schumannovou, dcerou řezbáře Václava Schumanna, pro kterého pracoval. Z manželství se narodilo sedm dětí (čtyři dcery a tři synové), z nichž tři zemřeli jako děti, z dospělých nejstarší Gabriel Max se stal malířem a nejmladší Jindřich Břetislav Max (1. února 1847 – 4. prosince 1900) pozlacovačem, malířem a fotografem. Dcera Marie se provdala za malíře Rudolfa Müllera.

## Dílo
V jeho díle se projevuje jednak doznívající klasicismus s vlivem nazarénů, které obdivoval během studijního pobytu v Římě v letech 1848-1849, a dále prvky romantismu.

### 1830–1837
Prvními realizacemi byly dva pískovcové náhrobky z let 1830–1831 v Chrastavě, a to rodiny Ramischovy (s reliéfy Oplakávání a píšícího anděla) a Franze Kaila se sochou Krista Spasitele a reliéfem Uzdravení slepého Tobiáše. Dále vytvořil roku 1833 náhrobek svého učitele a ředitele akademie Josefa Berglera (dnes patřící Karlu Maškovi) s výjevem Vzkříšení Lazara pro Malostranský hřbitov v Praze-Košířích. Ze 30. let pochází ještě dva náhrobky na Olšanských hřbitovech v Praze: Marie Hirschmannové v podobě výklenkové kaple s portrétní figurou zemřelé pod ochranou strážného anděla, a krejčího Erasma Kracha († 1837) v podobě obelisku s nadživotní sochou vzkříšeného Krista, jehož žehnající pravice je ulomená.
V letech 1833–1838 Max vytvořil podle skici Josefa Führicha reliéfní sousoší Uzdravení slepého Tobiáše, osazené roku 1843 do tympanonu v průčelí budovy Klárova ústavu slepců v Praze na Klárově.

### 1838–1842
První tři významné zakázky na monumenty Max získal na přelomu 30. a 40. let. Nejprve roku 1837 nakreslil a pak v pískovci vytesal svou první verzi sochy Karla IV. jako zakladatele univerzity, jejíž pískovcová verze je umístěna v kostele Panny Marie a Karla Velikého v Praze na Karlově. Jako druhý v pořadí byl pomník Albrechta z Valdštejna na objednávku města Cheb z let 1839–1840, který se dochoval v sádrovém modelu v Chebském muzeu, a dále je rokem 1840 datovaná objednávka hraběte Nostice na pomník Přemysla Oráče ve Stadicích, pro který Max modeloval dva reliéfy s výjevy Povolání Přemysla Oráče od pluhu na knížecí stolec, a Příchod Přemysla na Vyšehrad. Originály byly odlity v železné litině v Komárově, sádrové modely v měřítku 1:1 daroval objednavatel pomníku do Lapidária Národního muzea v Praze. V Národním muzeu je rovněž sádrová miniatura pomníku jako dóza, zhotovená v Mareschově dílně v Ústí nad Labem.
Monumentální domovní plastiku krále Přemysla Otakara II.z pískovce Max vytvořil v letech 1841–43 pro dům čp. 531/III ve Vítězné ulici v Praze 5 na Újezdě.

### 1843–1848
Také ve 40. letech Max přijímal zakázky na náhrobní plastiku, dochovaly se však jen některé náhrobky. K nejstarším patří náhrobek dětí Karla Herziga "Nechte maličkých přijíti ke mně" na bývalém hřbitově v Liberci z roku 1842, dále těžce poškozené náhrobky Amálie Herzigové a Josefa Herziga z roku 1844, poslední z této rodinné série vznikl v roce 1850 pro Karla Herziga. Podle návrhu architekta Johanna Gottfrieda Gutensohna (1792–1844) roku 1843 vznikly nejméně dvě hrobky: rodiny Stejskalovy a Čermákovy, obě na Olšanských hřbitovech v Praze. Hrobka lékaře Josefa Čermáka, spisovatele Jana Čermáka a jejich manželek je stylově čistě klasicistní: má tvar antické tumby (vany na nožkách s figurálními vlysy, stojí na odstupněném hranolovém soklu.
K významným patří také pískovcový náhrobek hudebního skladatele Jana Nepomuka Vitáska z roku 1847 s plačícím andělem u varhan, dochovaný na Malostranském hřbitově v Praze-Košířích.
S architektem Johannem Gottfriedem Gutensohnem, někdejším dvorním stavitelem krále Oty I. Řeckého, Max spolupracoval v letech 1843–1847. Nejprve na výše zmíněných náhrobcích, a dále od roku 1845 na sochařské výzdobě chrámu Nanebevzetí Panny Marie v Mariánských Lázních. Vytvořil tři figurální kompozice pro tympanony chrámových portálů, v interiéru sochy apoštolů a křtitelnici.
S Gutensohnovým přispěním Max navrhl ještě nedochovaný pomník Obrany pevnosti v Temešváru v Rumunsku.
V souvislosti s objednávkou 24 soch soch českých panovníků u mnichovského sochaře Ludwiga Schwanthalera pro zamýšlený český Slavín, který zamýšlel zbudovat Antonín Veith, vytvořil také Josef Max v letech 1842–1843 cyklus soch dvanácti českých panovníků v komorním formátu 52–54 cm (1.Kněžna Libuše, 2.Přemysl Oráč, 3.Sv. Václav, 4. Břetislav 5. Vratislav II., 7. Přemysl Otakar II., 8. Václav III., 9.Karel IV., 10.Jiří z Poděbrad, 11. Ferdinand I., 12. Rudolf II.). Představil se jako vynikající modelér historických kostýmů a rekvizit. Tento soubor sádrových soch byl komerčně velmi úspěšný a existuje v několika replikách.. Dále téhož roku v Římě provedl v životním měřítku sochy z české mytologie, které do Slavína vybrány nebyly (dochovaná Vlasta nese však signaturu jeho bratra "E.Max").

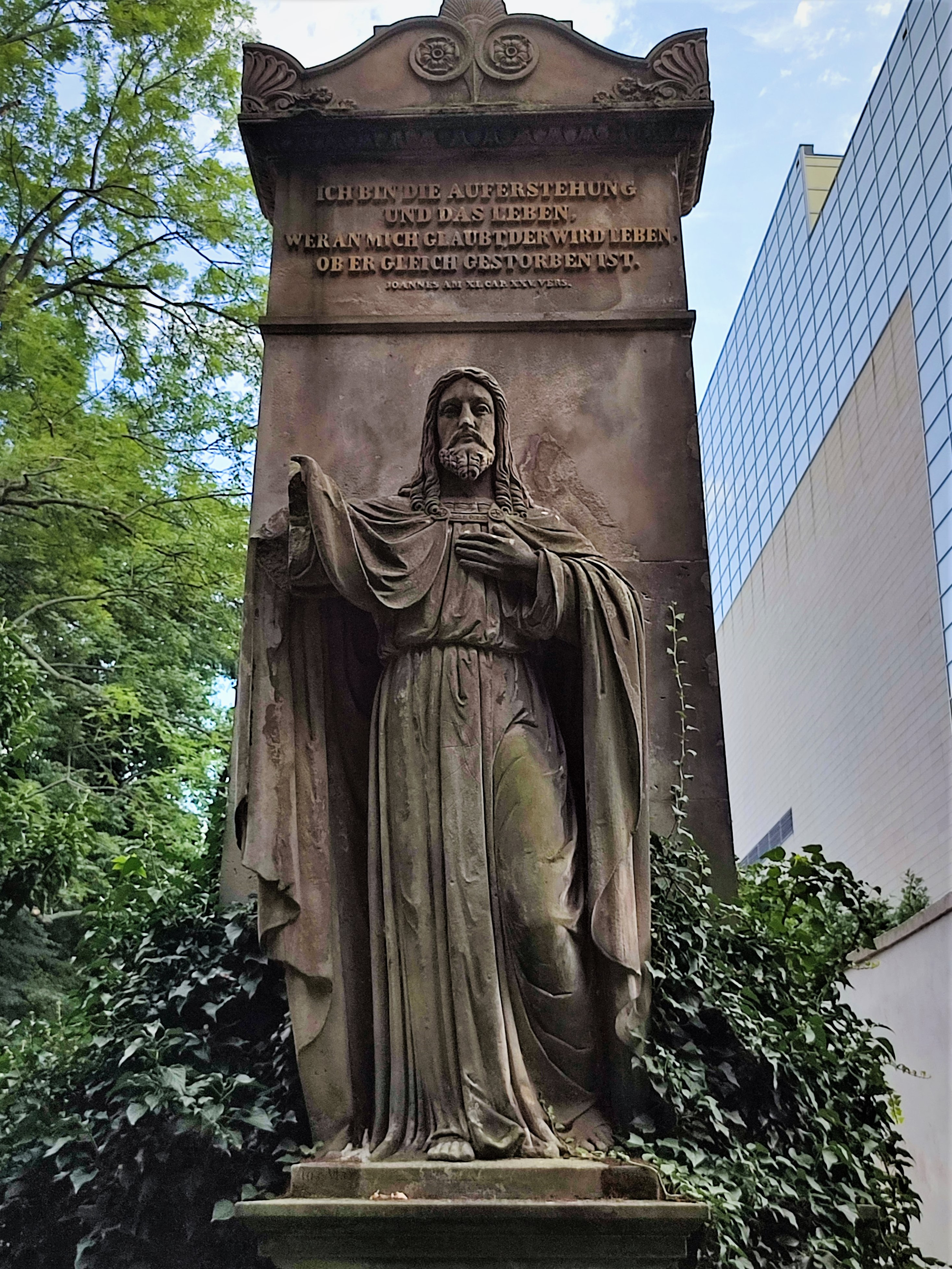
Náhrobek Erasma Kracha, 1837
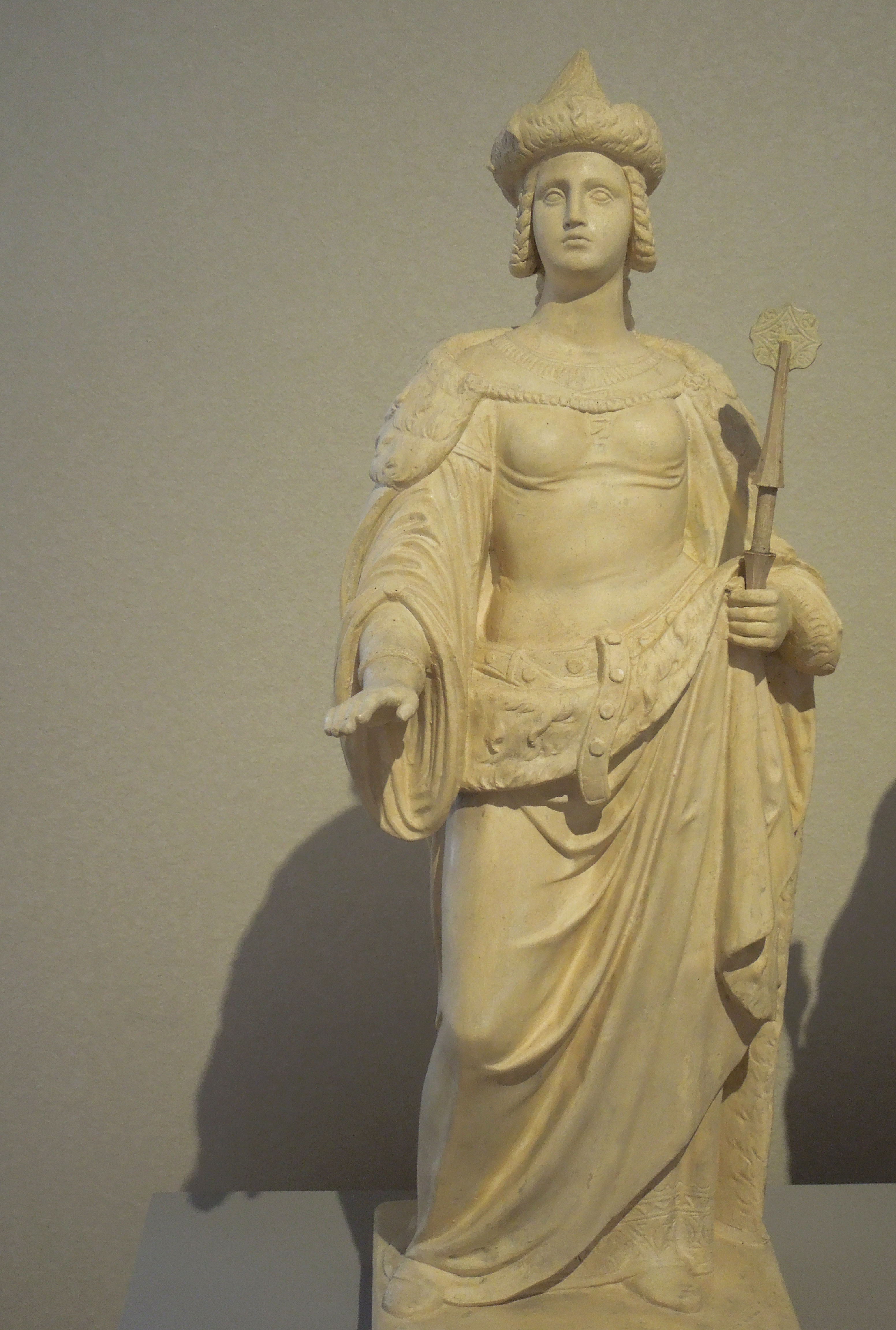
Libuše
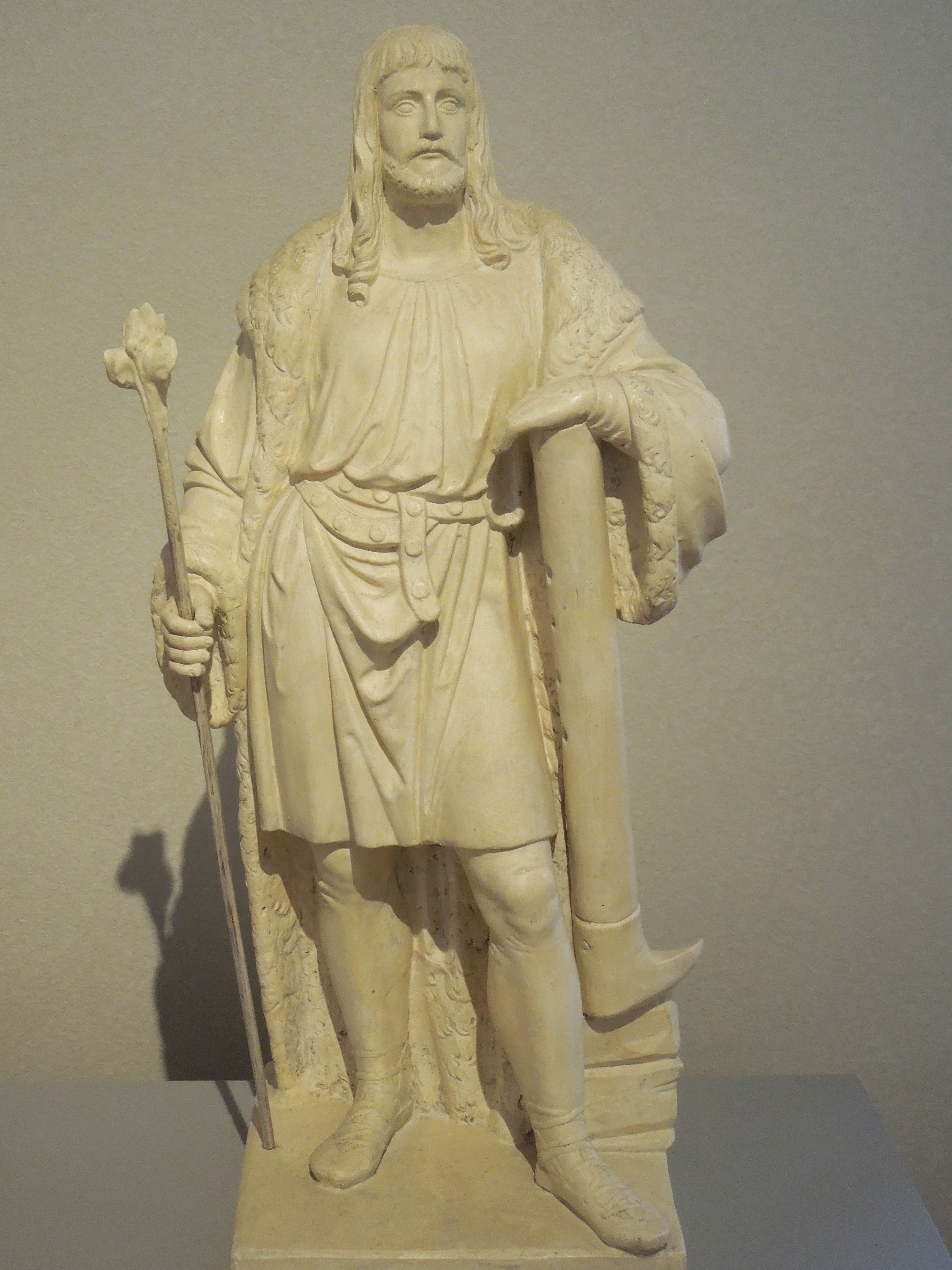
Přemysl Oráč
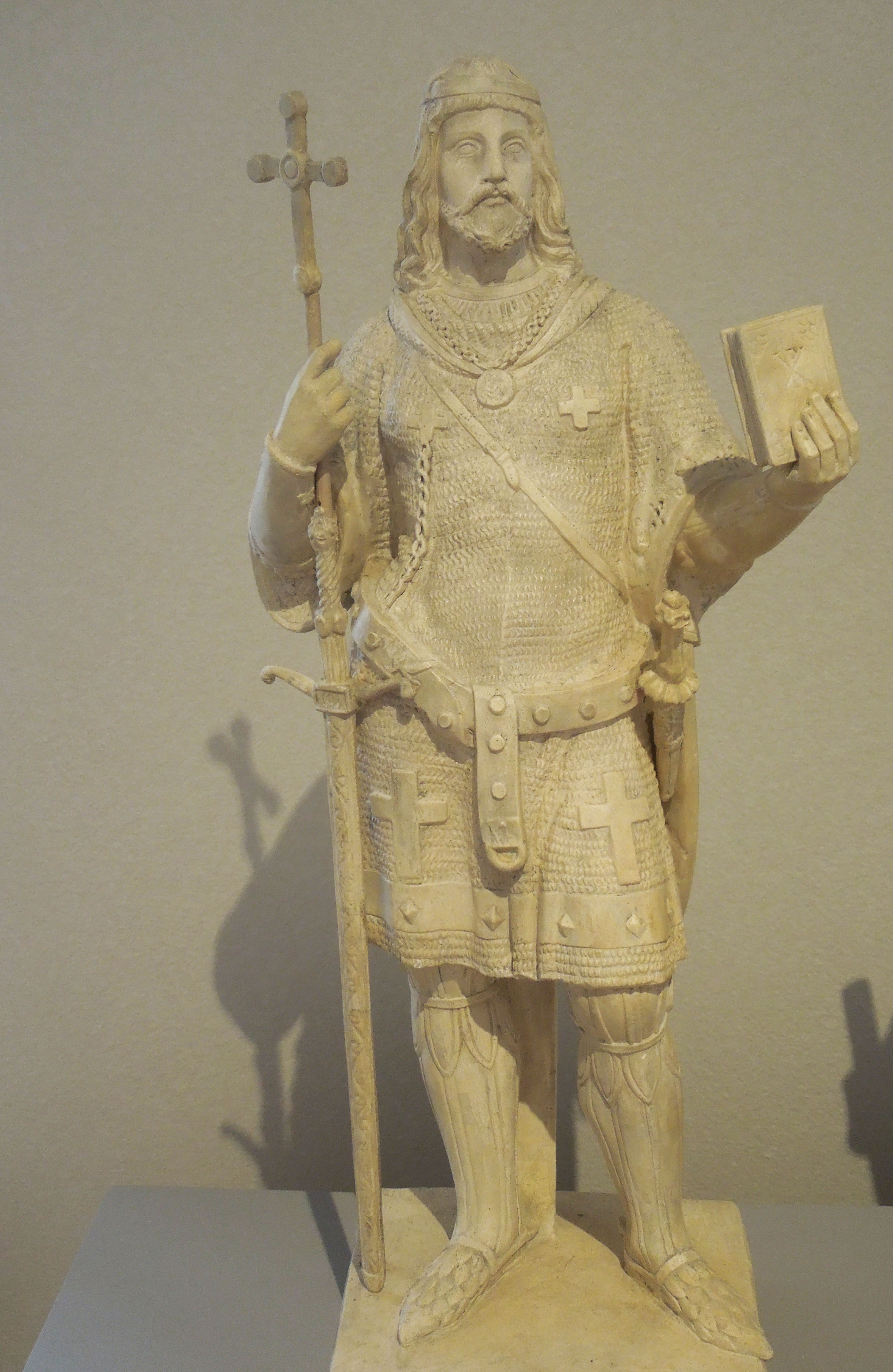
Sv. Václav
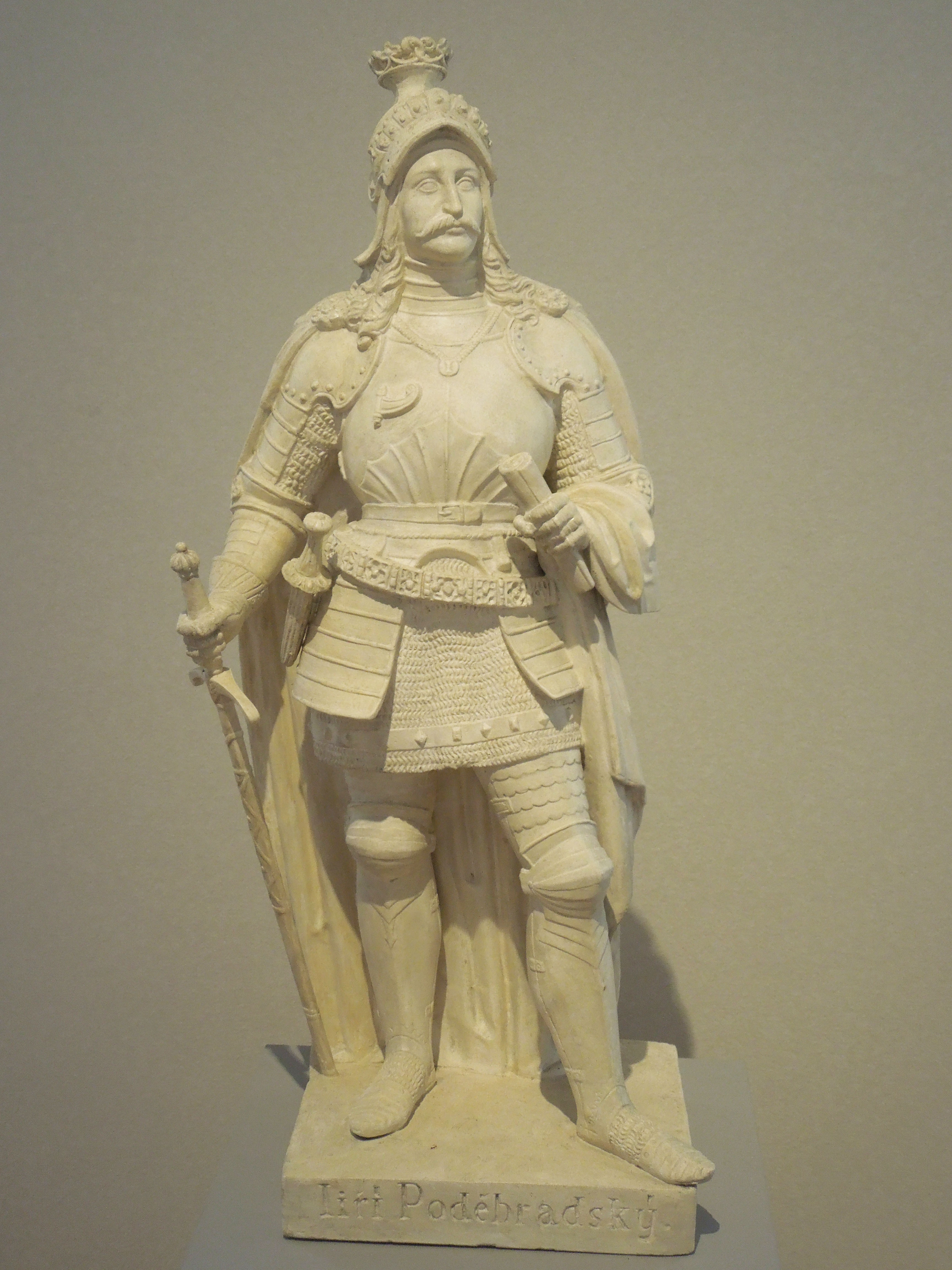
Jiří z Poděbrad

Na jeho základě dostal Max zakázku na sochařskou výzdobu nového východního křídla Staroměstské radnice, pro niž v letech 1845–1848 vytvořil šest soch českých panovníků. Z nich čtyři (Spytihněv, Přemysl Otakar II., Karel IV., Ferdinand III.) byly v 80. letech 20. století přeneseny na průčelí novostavby Výzkumného ústavu revmatických chorob v Praze 2 Na Slupi), zatímco válkou poškozené sochy krále Ferdinanda I. a císaře Františka I. zůstaly (bez hlav) v depozitáři Muzea hl. m. Prahy.
Jako další pomník Max navrhl a vytesal sochu Pražský student, hájící Karlův most před Švédy v roce 1648 (k výročí roku 1848, odhalen u mostu roku 1849, dnes na nádvoří Klementina).

### 1849–1855
Roku 1852 Max vytesal Pomník českých vojáků padlých v letech 1848–1849 v podobě ležícího lva korunovaného českou královskou korunou, dnes umístěný v ohybu Chotkovy silnice v Praze.
Řadu děl Josef vytvořil se svým bratrem Maxem, zejména dva pomníky odlité do bronzu: pro pomník maršálka Radeckého modeloval v letech 1851–1855 osm vojáků rakouské armády, jež patří k jeho nejzdařilejším sochám. Josef se již nedožil odlévání pomníku a jeho odhalení na Malostranské náměstí v lednu roku 1858. Dnes je originál pomník vystaven v Lapidáriu Národního muzea a zmenšená 3D kopie v expozici Městského muzea v Ústí nad Labem. Největší realizací tak zůstává Maxův jezdecký pomník císaře Františka I. v Krannerově věžovité architektuře na dnešním Smetanově nábřeží, jehož originál z roku 1849 je opět vystaven v Lapidáriu Národního muzea, kopie byla roku 2006 vrácena do věže a druhá umístěna na moderní podstavec na kolonádě ve Františkových Lázních; alegorické sochy mužů a žen se štíty nebo pracovními nástroji po obvodu kašny symbolizují hold českých stavů, měst a živností tomuto císaři, jejich originály byly po výměně za kopie zčásti ponechány restaurátorovi, zčásti jsou v depozitáři Galerie hl. m. Prahy.
Při rekonstrukci soch Karlova mostu po povodni vytvořil sousoší sv. Václava, sv. Norberta a sv. Zikmunda (1852–1853), Sv. Josefa s Ježíškem (1854) a sochu Sv. Jana Křtitele s křížem (1860). V téže době Max vytvořil dvě sochy z bílého mramoru pro Svatovítskou katedrálu: sochu sv. Víta pro hlavní oltář  a sochu umírající sv. Ludmily. Socha stojící sv. Ludmily byla umístěná před kostel na Tetíně. Dále Max modeloval sousoší Karel IV. jako zakladatel Karlových Varů, jež bylo odlito do kovu roku 1858 a umístěno v městském parku. V drobném měřítku reliéfu Legenda o založení Karlových Varů ozdobila také vřídlo, než byla nahrazena novou plastikou. Maxova dílna spolupracovala často s architektem Josefem Krannerem; vytvořila řadu náhrobních plastik, které jsou často silně typizované, například náhrobky rodiny Rodlovy, Truxovy. Nakonec si Max vytesal sochu pro vlastní náhrobek na Olšanských hřbitovech (1855), další náhrobky se dochovaly také v Nymburku, Plzni, Poděbradech, v Chrasti u Chrudimi, Benátkách nad Jizerou, Skalsku, Táboře, Vídni, na dnes zrušeném hřbitově v Liberci či v Přibyslavi, aj.).